# 埃爾奧羅區
14°12′29″S 73°03′58″W / 14.20806°S 73.06611°W
埃爾奧羅區（西班牙語：Distrito de El Oro），是秘魯的一個區，位於該國南部阿普里馬克大區的安塔班巴省，始建於1961年8月18日，面積68.8平方公里，海拔高度3,280米，2005年人口509，人口密度每平方公里7.4人。